# Granville Gordon, 13. Marquess of Huntly
Granville Charles Gomer Gordon, 13. Marquess of Huntly (* 4. Februar 1944), ist ein britischer Peer und Politiker der Conservative Party.

## Leben und Karriere
Er ist der Sohn des Douglas Gordon, 12. Marquess of Huntly aus dessen Ehe mit Hon. Mary Pamela, Tochter des James Berry, 1. Viscount Kemsley. Als dessen Heir apparent führte er bis 1987 unter dem Höflichkeitstitel Earl of Aboyne. Er besuchte die Gordonstoun School.
Er ist Schirmherr (Patron) des Institute of Commercial Management, Vorsitzender (Chairman) von Cock of the North Liqueur Co Ltd und Direktor der Ampton Investments Ltd.

## Mitgliedschaft im House of Lords
Beim Tod seines Vaters 1987 erbte er dessen Adelstitel. Er ist seither auch Chief des Clan Gordon und Premier Marquess of Scotland.
Mit den Titeln war damals ein Sitz im House of Lords verbundenen. Dort nahm er erstmals am 13. Januar 1988 an einer Sitzung teil. Seine Antrittsrede hielt er am 16. März 1988 zum Thema Business Education. Er meldete sich in den folgenden Jahren nur sporadisch zu Wort. Dabei sprach er über die schottische Wirtschaft, Hongkong und Südchina. Zuletzt meldete er sich 1994 mehrfach zur State Hospitals (Scotland) Bill [H.L.] zu Wort. Seinen Sitz verlor er durch den House of Lords Act 1999. Für einen der verbleibenden Sitze hatte er sich nicht zur Wahl aufgestellt. Im Register of Hereditary Peers ist er verzeichnet und er gehört der Hereditary Peerage Association derzeit nicht an.

## Ehen und Nachkommen
Er heiratete 1972 Jane Elizabeth Angela, die Tochter von Alistair Monteith Gibb. Sie haben zusammen einen Sohn, Alastair Gordon, Earl of Aboyne (* 1973), und zwei Töchter. Die Ehe wurde 1990 geschieden.
In zweiter Ehe heiratete er 1991 Catheryn Kindersley, eine Urenkelin des 1. Baron Kindersley und geschiedene Exgattin des Robert Millbourne. Sie haben eine Tochter.